# Риисе, Йон Арне
Йон Арне Семундсет Риисе (норв. John Arne Semundseth Riise; род. 24 сентября 1980[…], Молде, Мёре-ог-Ромсдал) — норвежский футболист, защитник. Играл на левом фланге, отличался мощным ударом с левой ноги и огромной выносливостью, позволяющей ему играть как в защите, так и полузащите. Выступал за клубы «Олесунн», «Монако», «Ливерпуль», «Рома», «Фулхэм», АПОЭЛ, «Дели Дайнамос» и «Ченнай Титанс». Наиболее известен по выступлениям за «Ливерпуль», за который он играл в течение семи сезонов. Является рекордсменом по количеству игр (110 матчей) за сборную Норвегии, за которую выступал с 2000 по 2013 год. 
Его младший брат — Бьорн Хельге Риисе — также был профессиональным футболистом, сыграл 35 матчей за сборную Норвегии.

## Карьера

### «Олесунн»
В составе «Олесунна» провёл 25 матчей и забил 5 мячей. 24 июня 1998 года глава «Олесунна» подтвердил переход Йона Арне в «Монако», который официально состоялся 1 июля.

### «Монако»
Первый сезон в «Монако» Йон Арне провёл очень удачно. Против «Марселя» (когда «Марсель» выигрывал 2:0) Риисе помог команде свести матч к ничьей 2:2. Следующий сезон выходил регулярно, был игроком основы. За весь сезон получил 6 жёлтых карточек. Мог помочь команде выиграть матч против «Ланса», но мяч попал в штангу. Сезон 2000/01 был очень неудачным для Риисе. Он был выставлен на продажу.

### «Ливерпуль»
«Ливерпулю» нужен был игрок в защите к тому же недорогой. Когда узнали о том, что «Монако» продаёт Риисе, «Ливерпуль» купил норвежца за 4,5 миллионов евро. Первый сезон он выходил регулярно, но потом не очень часто. Сезоны 2006/07 и 2007/08 годов Йон-Арне провёл довольно слабо и был вытеснен из состава бразильским защитником Фабио Аурелио, единственным недостатком которого было частое получение им травм. В апреле 2008 года в первом матче полуфинала Лиги чемпионов против «Челси» Фабио получил очередную травму и на 63-й минуте был заменён. Вышедший вместо него Риисе на шестой добавленной арбитром к матчу минуте срезал мяч в свои ворота и позволил лондонскому клубу добиться ничьей на «Энфилде». Таким образом перед ответным матчем «Челси» получил серьёзное преимущество и в итоге сумел им воспользоваться, впервые в своей истории выйдя в финал главного европейского футбольного турнира.
В июне 2008 года руководством «Ливерпуля» было объявлено о том, что достигнуто соглашение о переходе Риисе в «Рому», контракт с которой у норвежского защитника вступил в силу 1 июля.

### «Рома»
Риисе подписал 18 июня 2008 года четырёхлетний контракт с итальянским клубом «Рома». Клуб заплатил 5 миллионов евро (с возможностью увеличения до 5,5 млн в зависимости от результатов). Риисе вскоре стал любимцем болельщиков за свою жесткую манеру игры. Первый гол за клуб Риисе забил в ворота «Интера». Два месяца спустя он снова забил «Интеру» со штрафного удара, а также отдал голевой пас и помог забить второй гол «Ромы» в игре. Риисе был признан игроком этого матча, который закончился со счетом 3:2 в пользу «Ромы». 24 января 2010 года Риисе забил гол за три минуты до окончания компенсированного времени в матче против «Ювентуса», который завершился со счетом 2:1 в пользу клуба из Рима.

### «Фулхэм»
13 июля 2011 года подписал контракт с английским клубом «Фулхэм» сроком на 3 года. Сумма трансфера составила 2.6 миллиона евро. В английской команде он играл вместе со своим братом Бьорном Хельге Риисе, который защищал цвета «дачников» с 2009 года. 23 мая 2014 года Йон Арне Риисе покинул «Фулхэм» как свободный агент.

### АПОЭЛ
1 сентября 2014 года Риисе перешёл в кипрский АПОЭЛ, подписав контракт на два года: «Главный мотив моего перехода в АПОЕЛ — это новый вызов, который открывается передо мной. Тот факт, что АПОЕЛ участвует в Лиге чемпионов и борется за высшие награды на Кипре, соответствует моим амбициям. Возвращение в главный еврокубок — настоящее испытание для меня. АПОЕЛ дал мне шанс опять сыграть в Лиге чемпионов, что очень радует. Я совсем этого не ждал».

### «Олесунн»
12 марта 2016 года «Олесунн» сообщил о подписании контракта с норвежским защитником Йоном-Арне Риисе.
Футболист заключил контракт с новым клубом до конца 2016 года. 13 июня 2016 года объявил о завершении карьеры.
4 апреля 2018 года клуб открыл футболисту памятник возле своего стадиона.

### Сборная Норвегии
Дебютировал в сборной своей страны в матче против Исландии 31 января 2000 года, а летом того же года попал в заявку команды на Чемпионат Европы 2000. Первый гол забил в товарищеском матче против сборной Турции 23 февраля 2000 года. 12 ноября 2011 года в игре против команды Уэльса провёл за национальную команду сотый матч. 6 мая 2013 года объявил о завершении карьеры в сборной, проведя за неё в сумме 110 матчей и став тем самым рекордсменом команды по количеству игр за национальную сборную. Забил 16 голов.

## Статистика

### Матчи Риисе за сборную Норвегии
| Матчи Риисе за сборную Норвегии | Матчи Риисе за сборную Норвегии | Матчи Риисе за сборную Норвегии | Матчи Риисе за сборную Норвегии | Матчи Риисе за сборную Норвегии | Матчи Риисе за сборную Норвегии     |
| ------------------------------- | ------------------------------- | ------------------------------- | ------------------------------- | ------------------------------- | ----------------------------------- |
| №                               | Дата                            | Соперник                        | Счёт                            | Голы Риисе                      | Соревнование                        |
| 1                               | 31 января 2000                  | Исландия                        | 0:0                             | —                               | Чемпионат Северной Европы 2000—2001 |
| 2                               | 2 февраля 2000                  | Дания                           | 4:2                             | —                               | Чемпионат Северной Европы 2000—2001 |
| 3                               | 23 февраля 2000                 | Турция                          | 2:0                             | 1                               | Товарищеский матч                   |
| 4                               | 26 апреля 2000                  | Бельгия                         | 0:2                             | —                               | Товарищеский матч                   |
| 5                               | 27 мая 2000                     | Словакия                        | 2:0                             | —                               | Товарищеский матч                   |
| 6                               | 3 июня 2000                     | Италия                          | 1:0                             | —                               | Товарищеский матч                   |
| 7                               | 16 августа 2000                 | Финляндия                       | 1:3                             | —                               | Чемпионат Северной Европы 2000—2001 |
| 8                               | 15 августа 2001                 | Турция                          | 1:1                             | —                               | Товарищеский матч                   |
| 9                               | 1 сентября 2001                 | Польша                          | 0:3                             | —                               | Чемпионат мира 2002 (отбор)         |
| 10                              | 5 сентября 2001                 | Уэльс                           | 3:2                             | —                               | Чемпионат мира 2002 (отбор)         |
| 11                              | 6 октября 2001                  | Армения                         | 4:1                             | —                               | Чемпионат мира 2002 (отбор)         |
| 12                              | 13 февраля 2002                 | Бельгия                         | 0:1                             | —                               | Товарищеский матч                   |
| 13                              | 17 апреля 2002                  | Швеция                          | 0:0                             | —                               | Товарищеский матч                   |
| 14                              | 14 мая 2002                     | Япония                          | 3:0                             | —                               | Товарищеский матч                   |
| 15                              | 22 мая 2002                     | Исландия                        | 1:1                             | —                               | Товарищеский матч                   |
| 16                              | 21 августа 2002                 | Нидерланды                      | 0:1                             | —                               | Товарищеский матч                   |
| 17                              | 7 сентября 2002                 | Дания                           | 2:2                             | 1                               | Чемпионат Европы 2004 (отбор)       |
| 18                              | 12 октября 2002                 | Румыния                         | 1:0                             | —                               | Чемпионат Европы 2004 (отбор)       |
| 19                              | 16 октября 2002                 | Босния и Герцеговина            | 2:0                             | 1                               | Чемпионат Европы 2004 (отбор)       |
| 20                              | 20 ноября 2002                  | Австрия                         | 1:0                             | —                               | Товарищеский матч                   |
| 21                              | 12 февраля 2003                 | Греция                          | 0:1                             | —                               | Товарищеский матч                   |
| 22                              | 2 апреля 2003                   | Люксембург                      | 2:0                             | —                               | Чемпионат Европы 2004 (отбор)       |
| 23                              | 22 мая 2003                     | Финляндия                       | 2:0                             | —                               | Товарищеский матч                   |
| 24                              | 7 июня 2003                     | Дания                           | 0:1                             | —                               | Чемпионат Европы 2004 (отбор)       |
| 25                              | 11 июня 2003                    | Румыния                         | 1:1                             | —                               | Чемпионат Европы 2004 (отбор)       |
| 26                              | 20 августа 2003                 | Шотландия                       | 0:0                             | —                               | Товарищеский матч                   |
| 27                              | 6 сентября 2003                 | Босния и Герцеговина            | 0:1                             | —                               | Чемпионат Европы 2004 (отбор)       |
| 28                              | 10 сентября 2003                | Португалия                      | 0:1                             | —                               | Товарищеский матч                   |
| 29                              | 11 октября 2003                 | Люксембург                      | 1:0                             | —                               | Чемпионат Европы 2004 (отбор)       |
| 30                              | 15 ноября 2003                  | Испания                         | 1:2                             | —                               | Чемпионат Европы 2004 (отбор)       |
| 31                              | 19 ноября 2003                  | Испания                         | 0:3                             | —                               | Чемпионат Европы 2004 (отбор)       |
| 32                              | 18 февраля 2004                 | Северная Ирландия               | 4:1                             | —                               | Товарищеский матч                   |
| 33                              | 31 марта 2004                   | Сербия и Черногория             | 1:0                             | —                               | Товарищеский матч                   |
| 34                              | 28 апреля 2004                  | Россия                          | 3:2                             | —                               | Товарищеский матч                   |
| 35                              | 27 мая 2004                     | Уэльс                           | 0:0                             | —                               | Товарищеский матч                   |
| 36                              | 18 августа 2004                 | Бельгия                         | 2:2                             | —                               | Товарищеский матч                   |
| 37                              | 4 сентября 2004                 | Италия                          | 1:2                             | —                               | Чемпионат мира 2006 (отбор)         |
| 38                              | 8 сентября 2004                 | Беларусь                        | 1:1                             | —                               | Чемпионат мира 2006 (отбор)         |
| 39                              | 9 октября 2004                  | Шотландия                       | 1:0                             | —                               | Чемпионат мира 2006 (отбор)         |
| 40                              | 13 октября 2004                 | Словения                        | 3:0                             | —                               | Чемпионат мира 2006 (отбор)         |
| 41                              | 16 ноября 2004                  | Австралия                       | 2:2                             | —                               | Товарищеский матч                   |
| 42                              | 9 февраля 2005                  | Мальта                          | 3:0                             | 1                               | Товарищеский матч                   |
| 43                              | 30 марта 2005                   | Молдова                         | 0:0                             | —                               | Чемпионат мира 2006 (отбор)         |
| 44                              | 4 июня 2005                     | Италия                          | 0:0                             | —                               | Чемпионат мира 2006 (отбор)         |
| 45                              | 8 июня 2005                     | Швеция                          | 3:2                             | 1                               | Товарищеский матч                   |
| 46                              | 17 августа 2005                 | Швейцария                       | 0:2                             | —                               | Товарищеский матч                   |
| 47                              | 7 сентября 2005                 | Шотландия                       | 1:2                             | —                               | Чемпионат мира 2006 (отбор)         |
| 48                              | 8 октября 2005                  | Молдова                         | 1:0                             | —                               | Чемпионат мира 2006 (отбор)         |
| 49                              | 12 октября 2005                 | Беларусь                        | 1:0                             | —                               | Чемпионат мира 2006 (отбор)         |
| 50                              | 12 ноября 2005                  | Чехия                           | 0:1                             | —                               | Чемпионат мира 2006 (отбор)         |
| 51                              | 16 ноября 2005                  | Чехия                           | 0:1                             | —                               | Чемпионат мира 2006 (отбор)         |
| 52                              | 1 марта 2006                    | Сенегал                         | 1:2                             | —                               | Товарищеский матч                   |
| 53                              | 24 мая 2006                     | Парагвай                        | 2:2                             | —                               | Товарищеский матч                   |
| 54                              | 1 июня 2006                     | Республика Корея                | 0:0                             | —                               | Товарищеский матч                   |
| 55                              | 16 августа 2006                 | Бразилия                        | 1:1                             | —                               | Товарищеский матч                   |
| 56                              | 7 октября 2006                  | Греция                          | 0:1                             | —                               | Чемпионат Европы 2008 (отбор)       |
| 57                              | 15 ноября 2006                  | Сербия                          | 1:1                             | —                               | Товарищеский матч                   |
| 58                              | 7 февраля 2007                  | Хорватия                        | 1:2                             | —                               | Товарищеский матч                   |
| 59                              | 24 марта 2007                   | Босния и Герцеговина            | 1:2                             | —                               | Чемпионат Европы 2008 (отбор)       |
| 60                              | 28 марта 2007                   | Турция                          | 2:2                             | —                               | Чемпионат Европы 2008 (отбор)       |
| 61                              | 2 июня 2007                     | Мальта                          | 4:0                             | 1                               | Чемпионат Европы 2008 (отбор)       |
| 62                              | 6 июня 2007                     | Венгрия                         | 4:0                             | —                               | Чемпионат Европы 2008 (отбор)       |
| 63                              | 22 августа 2007                 | Аргентина                       | 2:1                             | —                               | Товарищеский матч                   |
| 64                              | 8 сентября 2007                 | Молдова                         | 1:0                             | —                               | Чемпионат Европы 2008 (отбор)       |
| 65                              | 12 сентября 2007                | Греция                          | 2:2                             | 1                               | Чемпионат Европы 2008 (отбор)       |
| 66                              | 17 октября 2007                 | Босния и Герцеговина            | 2:0                             | —                               | Чемпионат Европы 2008 (отбор)       |
| 67                              | 17 ноября 2007                  | Турция                          | 1:2                             | —                               | Чемпионат Европы 2008 (отбор)       |
| 68                              | 21 ноября 2007                  | Мальта                          | 4:1                             | —                               | Чемпионат Европы 2008 (отбор)       |
| 69                              | 6 февраля 2008                  | Уэльс                           | 0:3                             | —                               | Товарищеский матч                   |
| 70                              | 26 марта 2008                   | Черногория                      | 1:3                             | —                               | Товарищеский матч                   |
| 71                              | 28 мая 2008                     | Уругвай                         | 2:2                             | 1                               | Товарищеский матч                   |
| 72                              | 20 августа 2008                 | Ирландия                        | 1:1                             | —                               | Товарищеский матч                   |
| 73                              | 6 сентября 2008                 | Исландия                        | 2:2                             | —                               | Чемпионат мира 2010 (отбор)         |
| 74                              | 11 октября 2008                 | Шотландия                       | 0:0                             | —                               | Чемпионат мира 2010 (отбор)         |
| 75                              | 15 октября 2008                 | Нидерланды                      | 0:1                             | —                               | Чемпионат мира 2010 (отбор)         |
| 76                              | 19 ноября 2008                  | Украина                         | 0:1                             | —                               | Товарищеский матч                   |
| 77                              | 28 марта 2009                   | ЮАР                             | 1:2                             | —                               | Товарищеский матч                   |
| 78                              | 1 апреля 2009                   | Финляндия                       | 3:2                             | 1                               | Товарищеский матч                   |
| 79                              | 6 июня 2009                     | Македония                       | 0:0                             | —                               | Чемпионат мира 2010 (отбор)         |
| 80                              | 10 июня 2009                    | Нидерланды                      | 0:2                             | —                               | Чемпионат мира 2010 (отбор)         |
| 81                              | 12 августа 2009                 | Шотландия                       | 4:0                             | 1                               | Чемпионат мира 2010 (отбор)         |
| 82                              | 5 сентября 2009                 | Исландия                        | 1:1                             | 1                               | Чемпионат мира 2010 (отбор)         |
| 83                              | 9 сентября 2009                 | Македония                       | 2:1                             | 1                               | Чемпионат мира 2010 (отбор)         |
| 84                              | 10 октября 2009                 | ЮАР                             | 1:0                             | —                               | Товарищеский матч                   |
| 85                              | 14 ноября 2009                  | Швейцария                       | 1:0                             | —                               | Товарищеский матч                   |
| 86                              | 3 марта 2010                    | Словакия                        | 1:0                             | —                               | Товарищеский матч                   |
| 87                              | 2 июня 2010                     | Украина                         | 0:1                             | —                               | Товарищеский матч                   |
| 88                              | 11 августа 2010                 | Франция                         | 2:1                             | —                               | Товарищеский матч                   |
| 89                              | 3 сентября 2010                 | Исландия                        | 2:1                             | —                               | Чемпионат Европы 2012 (отбор)       |
| 90                              | 8 октября 2010                  | Кипр                            | 2:1                             | 1                               | Чемпионат Европы 2012 (отбор)       |
| 91                              | 12 октября 2010                 | Хорватия                        | 1:2                             | —                               | Товарищеский матч                   |
| 92                              | 17 ноября 2010                  | Ирландия                        | 2:1                             | —                               | Товарищеский матч                   |
| 93                              | 9 февраля 2011                  | Польша                          | 0:1                             | —                               | Товарищеский матч                   |
| 94                              | 26 марта 2011                   | Дания                           | 1:1                             | —                               | Чемпионат Европы 2012 (отбор)       |
| 95                              | 4 июня 2011                     | Португалия                      | 0:1                             | —                               | Чемпионат Европы 2012 (отбор)       |
| 96                              | 7 июня 2011                     | Литва                           | 1:0                             | —                               | Товарищеский матч                   |
| 97                              | 10 августа 2011                 | Чехия                           | 3:0                             | 1                               | Товарищеский матч                   |
| 98                              | 6 сентября 2011                 | Дания                           | 0:2                             | —                               | Чемпионат Европы 2012 (отбор)       |
| 99                              | 11 октября 2011                 | Кипр                            | 3:1                             | —                               | Чемпионат Европы 2012 (отбор)       |
| 100                             | 12 ноября 2011                  | Уэльс                           | 1:4                             | —                               | Товарищеский матч                   |
| 101                             | 29 февраля 2012                 | Северная Ирландия               | 3:0                             | —                               | Товарищеский матч                   |
| 102                             | 26 мая 2012                     | Англия                          | 0:1                             | —                               | Товарищеский матч                   |
| 103                             | 2 июня 2012                     | Хорватия                        | 1:1                             | —                               | Товарищеский матч                   |
| 104                             | 15 августа 2012                 | Греция                          | 2:3                             | 1                               | Товарищеский матч                   |
| 105                             | 7 сентября 2012                 | Исландия                        | 0:2                             | —                               | Чемпионат мира 2014 (отбор)         |
| 106                             | 11 сентября 2012                | Словения                        | 2:1                             | 1                               | Чемпионат мира 2014 (отбор)         |
| 107                             | 12 октября 2012                 | Швейцария                       | 1:1                             | —                               | Чемпионат мира 2014 (отбор)         |
| 108                             | 16 октября 2012                 | Кипр                            | 3:1                             | —                               | Чемпионат мира 2014 (отбор)         |
| 109                             | 6 февраля 2013                  | Украина                         | 0:2                             | —                               | Товарищеский матч                   |
| 110                             | 22 марта 2013                   | Албания                         | 0:1                             | —                               | Чемпионат мира 2014 (отбор)         |

Итого: 110 матчей / 16 голов; 44 победы, 28 ничьих, 38 поражений.

## Достижения
Командные
«Монако»
- Чемпион Франции: 1999/00
- Обладатель Суперкубка Франции: 2000

«Ливерпуль»
- Обладатель Кубка Англии: 2005/06
- Обладатель Кубка Английской лиги: 2002/03
- Обладатель Суперкубка Англии (2): 2001, 2006
- Победитель Лиги чемпионов: 2004/05
- Обладатель Суперкубка Европы (2): 2001, 2005

АПОЭЛ
- Чемпион Кипра: 2014/15
- Обладатель Кубка Кипра: 2014/15

Личные
- Футболист года в Норвегии: 2006